# Asbestopluma comata
Asbestopluma comata är en svampdjursart som beskrevs av William Lundbeck 1905. Asbestopluma comata ingår i släktet Asbestopluma och familjen Cladorhizidae.
Artens utbredningsområde är Island. Inga underarter finns listade i Catalogue of Life.